# Pamphlebia perigrapta
Pamphlebia perigrapta är en fjärilsart som beskrevs av Turner 1917. Pamphlebia perigrapta ingår i släktet Pamphlebia och familjen mätare. Inga underarter finns listade i Catalogue of Life.